# Funkcja homograficzna

Wykres przykładowej funkcji homograficznej: y = 1/x. Dla każdego niezerowego x liczba y przedstawia jego odwrotność.

Funkcja homograficzna, homografia – różnie definiowany typ funkcji wymiernej:
- w sensie szerokim jest to każdy iloraz funkcji liniowych niebędący stałą:

{\displaystyle f(z)={\frac {az+b}{cz+d}},}
gdzie współczynniki {\displaystyle a,b,c,d} spełniają warunek {\displaystyle ad-bc\neq 0};
- w sensie wąskim są to ilorazy funkcji liniowych niebędące funkcjami liniowymi – zdarza się dodatkowy warunek {\displaystyle c\neq 0}[4][5][6].

Powyższy wzór jest znany jako postać ogólna homografii, a oprócz niej istnieje także postać kanoniczna:
{\displaystyle f(z)={\frac {r}{z-p}}+q,\ r\neq 0.}
Dziedziną homografii może być podzbiór:
- liczb rzeczywistych[6]: {\displaystyle f:\mathbb {R} \backslash \{-{\frac {d}{c}}\}\to \mathbb {R} ,\ a,b,c,d\in \mathbb {R} ;}
- liczb zespolonych[1]: {\displaystyle f:\mathbb {C} \backslash \{-{\frac {d}{c}}\}\to \mathbb {C} ,\ a,b,c,d\in \mathbb {C} ;}
- dowolnego ciała {\displaystyle K,} gdzie {\displaystyle f:K\backslash \{-{\frac {d}{c}}\}\to K,} gdzie {\displaystyle a,b,c,d\in K.}

Dla ustalonej dziedziny zbiór wszystkich homografii rozumiany szeroko tworzy grupę przekształceń. W dziedzinie zespolonej homografie należą do przekształceń konforemnych.
Funkcji tego typu używa się m.in. w kartografii i fizyce, np. mechanice płynów.

## Podstawowe własności

### Dziedzina i zbiór wartości
Przypadek {\displaystyle c\neq 0.}
Funkcja homograficzna {\displaystyle f(x)={\frac {ax+b}{cx+d}}}
- jest określona dla {\displaystyle x\neq -{\frac {d}{c}},} czyli poza miejscem zerowym mianownika, czyli dziedziną jest {\displaystyle K\setminus \{-{\tfrac {d}{c}}\},}
- nie przyjmuje wartości {\displaystyle {\frac {a}{c}},} czyli zbiorem wartości jest {\displaystyle K\setminus \{{\tfrac {a}{c}}\},} bo w przeciwnym razie spełniona byłaby równość

{\displaystyle {\frac {ax+b}{cx+d}}-{\frac {a}{c}}={\frac {bc-ad}{c(cx+d)}}=0,}
która jest sprzeczna z tym, że {\displaystyle bc-ad\neq 0.}
Przypadek {\displaystyle c=0.}
Funkcja homograficzna {\displaystyle f(x)={\frac {ax+b}{cx+d}}}
- jest określona dla dowolnego {\displaystyle x\in K,}
- przyjmuje dowolne wartości ciała {\displaystyle K.}

### Różnowartościowość homografii
Homografia jest funkcją różnowartościową niezależnie od ciała, w którym jest określona.
Istotnie, jeśli {\displaystyle f(x_{1})=f(x_{2}),} czyli
{\displaystyle {\frac {ax_{1}+b}{cx_{1}+d}}={\frac {ax_{2}+b}{cx_{2}+d}},}
to
{\displaystyle (ax_{1}+b)(cx_{2}+d)=(ax_{2}+b)(cx_{1}+d).}
Po rozpisaniu obu stron, redukcji i zwinięciu wyrażenia dostajemy
{\displaystyle (ad-bc)(x_{1}-x_{2})=0,}
a ponieważ {\displaystyle ad-bc\neq 0,} więc
{\displaystyle x_{1}=x_{2}.}

### Przedłużenie homografii
Jeśli powiększymy ciało {\displaystyle K} o pewien element {\displaystyle \infty ,} nazywany punktem w nieskończoności, to na zbiorze
{\displaystyle {\hat {K}}=K\cup \{\infty \}} można przedłużyć funkcję homograficzną {\displaystyle f} następująco:
- dla {\displaystyle c=0\quad f(\infty )=\infty ,}
- dla {\displaystyle c\neq 0\quad f(\infty )={\frac {a}{c}},\quad f\left(-{\frac {d}{c}}\right)=\infty .}

Ponieważ jednocześnie
- dla {\displaystyle c=0\quad x\neq \infty \Rightarrow f(x)\neq \infty ,}
- dla {\displaystyle c\neq 0\quad x\neq \infty \Rightarrow f(x)\neq {\frac {a}{c}},\quad x\neq -{\frac {d}{c}}\Rightarrow f(x)\neq \infty ,}

to homografia {\displaystyle f\colon {\hat {K}}\to {\hat {K}}} jest funkcją wzajemnie jednoznaczną.

### Ciągłość homografii
Jeśli {\displaystyle K=\mathbb {R} } lub {\displaystyle K=\mathbb {C} ,} to homografia jako funkcja wymierna jest funkcją ciągłą w swojej dziedzinie.
Po uzwarceniu ciała liczb rzeczywistych {\displaystyle \mathbb {R} } lub ciała liczb zespolonych {\displaystyle \mathbb {C} } punktem {\displaystyle \infty } i przedłużeniu homografii na zbiory odpowiednio {\displaystyle {\hat {\mathbb {R} }}} i {\displaystyle {\hat {\mathbb {C} }},} zachodzą następujące zależności:
- dla {\displaystyle c=0\quad f(\infty )=\lim _{x\to \infty }f(x)}
- dla {\displaystyle c\neq 0\quad f(\infty )=\lim _{x\to \infty }f(x),\;f(-{\tfrac {d}{c}})=\lim _{x\to -{\tfrac {d}{c}}}f(x)}

co oznacza, że homografia przedłużona jest także ciągła.
Oczywiście {\displaystyle {\hat {\mathbb {R} }}} jest homeomorficzny z okręgiem, {\displaystyle {\hat {\mathbb {C} }}} ze sferą.

## Grupowe własności funkcji homograficznych
Zbiór wszystkich funkcji homograficznych określonych w danym ciele (włączając przypadek {\displaystyle c=0}) tworzy grupę ze względu na składanie.
Rzeczywiście, jeśli
{\displaystyle g(x)={\frac {a_{1}x+b_{1}}{c_{1}x+d_{1}}},\quad f(x)={\frac {ax+b}{cx+d}},}
gdzie {\displaystyle a_{1}d_{1}-b_{1}c_{1}\neq 0,\quad ad-bc\neq 0,}
to
{\displaystyle (g\circ f)(x)=g(f(x))={\frac {(a_{1}a+b_{1}c)x+a_{1}b+b_{1}d}{(c_{1}a+d_{1}c)x+c_{1}b+d_{1}d}},}
gdzie {\displaystyle (a_{1}a+b_{1}c)(c_{1}b+d_{1}d)-(a_{1}b+b_{1}d)(c_{1}a+d_{1}c)=(a_{1}d_{1}-b_{1}c_{1})(ad-bc)\neq 0.}
Czyli {\displaystyle g\circ f} też jest homografią.
Homografia {\displaystyle f(x)=x} jest jednością (elementem neutralnym) tej grupy.
Dla homografii {\displaystyle f(x)={\frac {ax+b}{cx+d}}} elementem odwrotnym jest homografia {\displaystyle f^{-1}(x)={\frac {dx-b}{-cx+a}}.}
Oznaczmy przez {\displaystyle M_{f}={\begin{pmatrix}a&b\\c&d\end{pmatrix}}} macierz złożoną ze współczynników homografii {\displaystyle f(x)={\frac {ax+b}{cx+d}}.}
Zauważmy, że warunek dla współczynników {\displaystyle ad-bc\neq 0} oznacza, iż {\displaystyle M_{f}} jest macierzą nieosobliwą.
Zauważmy też, że współczynniki złożenia {\displaystyle g\circ f} są elementami iloczynu macierzy {\displaystyle M_{g}\cdot M_{f}.}
Można to symbolicznie zapisać
{\displaystyle M_{g\circ f}=M_{g}\cdot M_{f}.}
Oznacza to, że grupę homografii nad pewnym ciałem można zanurzyć w grupie nieosobliwych macierzy {\displaystyle 2\times 2} nad tym samym ciałem.
Możliwość skracania/rozszerzania ułamka definiującego homografię utrudnia ustalenie izomorfizmu – jednej homografii odpowiada cała klasa macierzy „proporcjonalnych” do siebie. Dla niektórych ciał znalezienie izomorfizmu jest jednak dość proste – dla ciała R wystarczy ograniczyć się do grupy macierzy o wyznaczniku równym 1 lub −1, natomiast dla ciała C wystarczy grupa macierzy o wyznaczniku 1.

## Rozkład homografii
Dla homografii, dla której {\displaystyle c\neq 0} dostajemy
{\displaystyle f(z)={\frac {az+b}{cz+d}}={\frac {bc-ad}{c^{2}}}\cdot {\frac {1}{z+{\frac {d}{c}}}}+{\frac {a}{c}}.}
Jest więc ona złożeniem kolejno poniższych funkcji:
1. translacji: {\displaystyle f_{1}(z)=z+{\frac {d}{c}},}
2. inwersji: {\displaystyle f_{2}(z)={\frac {1}{z}},}
3. jednokładność: {\displaystyle f_{3}(z)={\frac {bc-ad}{c^{2}}}\cdot z,}
4. translacja: {\displaystyle f_{4}(z)=z+{\frac {a}{c}}.}

Jeśli zaś {\displaystyle c=0,} to natychmiast widać, że homografia jako przekształcenie liniowe jest złożeniem dwóch funkcji:
1. jednokładności: {\displaystyle f_{1}(z)={\frac {a}{d}}\cdot z,}
2. translacji: {\displaystyle f_{2}(z)=z+{\frac {b}{d}}.}

W języku macierzowym oznacza to, że każda macierz {\displaystyle 2\times 2} może być przedstawiona jako iloczyn macierzy postaci
{\displaystyle {\begin{pmatrix}1&a\\0&1\end{pmatrix}},{\begin{pmatrix}a&0\\0&1\end{pmatrix}},{\begin{pmatrix}0&1\\1&0\end{pmatrix}}.}
Weźmy dwie dowolne homografie:
{\displaystyle f(x)={\frac {ax+b}{cx+d}},\quad g(x)={\frac {a'x+b'}{c'x+d'}},}
gdzie {\displaystyle c,c'\neq 0.}
Wówczas oznaczając {\displaystyle D=ad-bc,\ D'=a'd'-b'c',} dostaniemy:
{\displaystyle f(x)={\frac {ax+b}{cx+d}}={\frac {c'^{2}D}{c^{2}D'}}\cdot {\frac {a'(x+{\frac {d}{c}}-{\frac {d'}{c'}})+b'}{c'(x+{\frac {d}{c}}-{\frac {d'}{c'}})+d'}}-{\frac {a'c'D}{c^{2}D'}}+{\frac {a}{c}}={\frac {c'^{2}D}{c^{2}D'}}\cdot g(x+{\frac {d}{c}}-{\frac {d'}{c'}})-{\frac {a'c'D}{c^{2}D'}}+{\frac {a}{c}},}
czyli
{\displaystyle f(x)=(h_{2}\circ g\circ h_{1})(x),}
gdzie h2, h1 są liniowymi funkcjami:
{\displaystyle h_{2}(x)={\frac {c'^{2}D}{c^{2}D'}}\cdot x-{\frac {a'c'D}{c^{2}D'}}+{\frac {a}{c}},}
{\displaystyle h_{1}(x)=x+{\frac {d}{c}}-{\frac {d'}{c'}}.}
Jedną homografię można więc otrzymać z innej przemnażając (w sensie składania) lewostronnie i prawostronnie przez pewne funkcje liniowe. Przydaje się to przy budowaniu i analizowaniu wykresów.

## Funkcja homograficzna jako przekształcenie rzutowe prostej
Dowolne niezdegenerowane przekształcenie liniowe przestrzeni 2-wymiarowej nad dowolnym ciałem ma postać:
{\displaystyle y_{1}=ax_{1}+bx_{2},}
{\displaystyle y_{2}=cx_{1}+dx_{2},}
gdzie {\displaystyle ad-bd\neq 0} oraz {\displaystyle x_{i},y_{i}} są współrzędnymi odpowiednich wektorów w ustalonej bazie.
Istnieje odpowiedniość wzajemnie jednoznaczna między zbiorem podprzestrzeni 1-wymiarowych w 2-wymiarowej przestrzeni liniowej a zbiorem punktów na prostej rzutowej (tak buduje się jeden z modeli dla geometrii rzutowej). Stąd wystarczy potraktować współrzędne wektorów w jakiejkolwiek bazie jako zapis współrzędnych punktów rzutowych w układzie współrzędnych jednorodnych.
Ponieważ
{\displaystyle {\frac {y_{1}}{y_{2}}}={\frac {ax_{1}+bx_{2}}{cx_{1}+dx_{2}}}={\frac {a{\frac {x_{1}}{x_{2}}}+b}{c{\frac {x_{1}}{x_{2}}}+d}},}
więc przechodząc od współrzędnych jednorodnych do zwykłych (tj. rzutowych) {\displaystyle x:={\frac {x_{1}}{x_{2}}},\quad y:={\frac {y_{1}}{y_{2}}}} dostaniemy:
{\displaystyle y={\frac {ax+b}{cx+d}}.}
Czyli dostaniemy funkcję homograficzną w pewnym układzie współrzędnych rzutowych.
Oznacza to, że homografia jest analityczną postacią przekształcenia rzutowego prostej rzutowej na siebie. Zauważmy jeszcze, że jeśli w tym układzie współrzędnych przyjmiemy {\displaystyle c=0,} to wyróżnimy grupę przekształceń afinicznych prostej rzutowej na siebie. Nie możemy jednak wyróżnić podobieństw i izometrii nie mając określonego iloczynu skalarnego.

## Homografia jako funkcja zmiennej rzeczywistej
Rozważając homografie jako funkcje zmiennej rzeczywistej wymagamy, aby współczynniki {\displaystyle a,b,c,d} były liczbami rzeczywistymi.

### Wykres

Rysunek pokazuje wykres typowej homografii. Szare linie symbolizują asymptoty wykresu.

Wykres funkcji homograficznej jest przesunięciem równoległym pewnej hiperboli; posiada on dwie asymptoty:
pionową {\displaystyle x={\frac {-d}{c}}}  i   poziomą {\displaystyle y={\frac {a}{c}}.}
Punkt {\displaystyle S=\left({\frac {-d}{c}};{\frac {a}{c}}\right)} to środek symetrii tego wykresu. Funkcja homograficzna jest monotoniczna na każdym z przedziałów {\displaystyle \left(-\infty ,-{\frac {d}{c}}\right)} oraz {\displaystyle \left(-{\frac {d}{c}},\infty \right).} Jest ona
- przedziałami malejąca gdy {\displaystyle ad-bc<0} oraz
- przedziałami rosnąca {\displaystyle ad-bc>0.}

### Przesunięcie wykresu hiperboli
Wykażmy, że wykres funkcji homograficznej {\displaystyle f(x)={\frac {ax+b}{cx+d}},} gdzie {\displaystyle c\neq 0} oraz {\displaystyle ad-bc\neq 0} powstaje w wyniku przesunięcia równoległego wykresu pewnej hiperboli o pewien wektor. Zauważmy w tym celu, że dla wszystkich {\displaystyle x} mamy
{\displaystyle {\frac {ax+b}{cx+d}}={\frac {a}{c}}-{\frac {ad-bc}{c^{2}x+cd}}={\frac {bc-ad}{c^{2}(x+{\frac {d}{c}})}}+{\frac {a}{c}}.}
Zatem wykres funkcji {\displaystyle f} powstaje w wyniku translacji hiperboli o równaniu
{\displaystyle y={\frac {bc-ad}{c^{2}x}}}
o wektor {\displaystyle {\vec {u}}=[-{\frac {d}{c}},{\frac {a}{c}}].}

## Homografia jako funkcja zmiennej zespolonej
Homografia określona w ciele liczb zespolonych C jest funkcją holomorficzną.
Użycie ciała C do wprowadzenia układu współrzędnych na płaszczyźnie (w uproszczeniu: {\displaystyle C\equiv R^{2}}) dostarcza nowych faktów geometrycznych – homografia okazuje się być wówczas odwzorowaniem konforemnym, czyli równokątnym odwzorowaniem płaszczyzny na siebie (dotyczy to zresztą wszystkich funkcji holomorficznych w punktach, w których pochodna nie zeruje się).
Homografia wyróżnia się jeszcze jedną ciekawą własnością geometryczną – jest funkcją {\displaystyle C\cup \{\infty \}\to C\cup \{\infty \}} zachowującą okręgi, tzn. obrazem okręgu jest okrąg (za okręgi uznajemy także proste). W szczególności taką własność ma inwersja zespolona {\displaystyle f(z)={\frac {1}{z}}.} Geometrycznie zdefiniowaną inwersję otrzymujemy składając inwersję zespoloną ze sprzężeniem, czyli stosując funkcję {\displaystyle f(z)={\frac {1}{\bar {z}}}.}
Homografia określona w ciele C nazywana jest także odwzorowaniem Möbiusa.

## Przykłady i zastosowania
- Suma nieskończonego szeregu geometrycznego jest homograficzną funkcją ilorazu ciągu.
- Ułamek łańcuchowy to złożenie wielu, nawet nieskończenie wielu homografii.
- W optyce geometrycznej, zarówno katoptryce, jak i dioptryce, używane jest równanie zwierciadła lub soczewki. Odległość przedmiotu, odległość obrazu oraz ogniskowa są funkcjami homograficznymi siebie nawzajem.
- Efekt Dopplera, m.in. w optyce falowej i akustyce: przy ruchu źródła fali względem ośrodka zmiana długości fali oraz odbieranej częstotliwości jest homograficzną funkcją prędkości źródła.
- W szczególnej teorii względności Einsteina używany jest inny wzór na składanie prędkości niż w mechanice klasycznej. Prędkość w jednym układzie inercjalnym jest homograficzną funkcją prędkości w innym układzie.